# Edificio Santos Dumont
L'Edificio Santos Dumont (in portoghese: Edifício Santos Dumont) è un grattacielo di Rio de Janeiro in Brasile.

## Storia
I lavori di costruzione della torre, fatta costruire dal Clube da Aeronáutica per diventarne la nuova sede, cominciarono nel 1970 e vennero portati a termine nel 1975. Quando venne completato era l'edificio con più piani della città di Rio de Janeiro.

## Descrizione
L'edificio sorge nel quartiere Centro di Rio de Janeiro e presenta un'altezza di 141 metri per 45 piani. La torre è a destinazione commerciale.